# 交换算符
交换算符(英語：Exchange Operator)是一种量子力学算符，作用于多粒子量子系统。

## 基本定義
交换算符的定义如下：
{\displaystyle {\hat {P_{12}}}|a,b\rangle =|b,a\rangle }
其中，{\displaystyle {\hat {P}}_{12}}即为交换算符。其作用为，将系统中两个粒子所处的态交换。在上面的例子中，态{\displaystyle |a,b\rangle }变换成为{\displaystyle |b,a\rangle }。显然，对同一个系统做两次交换可以得到原系统。假设交换算符的本征值为{\displaystyle \alpha },则
{\displaystyle {{\hat {P}}_{12}}^{2}|a,b\rangle ={\hat {P}}_{12}\alpha |b,a\rangle =\alpha {\hat {P}}_{12}|b,a\rangle =\alpha ^{2}|a,b\rangle }
所以，{\displaystyle \alpha =\pm 1}。由此得到交换算符是自伴算子且是幺正算符。

## 相关内容
- 全同粒子